# فؤاد سيادي
فؤاد محمد جاسم سيادي (ولد في 1955 في المحرق) سياسي يساري بحريني هولي. كان رابع وآخر أمين عام لجمعية العمل الوطني الديمقراطي (وعد) اليسارية - أول جمعية سياسية يسارية معترف بها من قبل نظام حاكم في الدول العربية في الخليج العربي - قبل حلها.

## النشأة والتعليم
وُلد سيادي في العام 1955 في مدينة المحرق. ينتمي إلى عائلة سيادي التي استقرت في مدينة المحرق في مطلع القرن التاسع عشر. ونظرا لكون هذه العائلة من أشهر وأكبر تجار اللّؤلؤ فقد كانت تملك أسطول سفن الغوص الخاص بها والذي كان يحقق حصيلة سنوية من اللّؤلؤ أدى إلى تحقيق ثروة طائلة من تجارة اللّؤلؤ.
أنهى دراسته الثانوية في مدرسة الهداية الخليفية العام 1973. في العام 1973 التحق بدراسته الجامعية بالقاهرة بمصر ومن ثم انتقل إلى العاصمة السورية دمشق ليكمل دراسته في جامعة دمشق متخصصاً في الاقتصاد والتخطيط الاقتصادي.

## المسيرة السياسية المبكرة (1973-1999)
أثناء دراسته الثانوية شارك في التحرك الطلابي للمطالبة بتشكيل فرع للاتحاد الوطني لطلبة البحرين بالداخل.
في سبعينات القرن العشرين بدأ نشاطه السياسي باختلاطه مع قيادات الحركة السياسية بمختلف توجهاتها وخصوصاً من الجبهة الشعبية لتحرير البحرين والجبهة الشعبية لتحرير الخليج العربي المحتل اليسارتين الحاضرتين بقوة على الساحة السياسية آنذاك.
في العام 1973 التحق بدراسته الجامعية بالقاهرة في مصر ومن ثم انتقل إلى العاصمة السورية دمشق ليكمل دراسته في جامعة دمشق متخصصاً في الاقتصاد والتخطيط الاقتصادي.
في مرحلة دراسته الجامعية مارس عمله النقابي الطلابي وترأس فرع الاتحاد بدمشق حتى العام 1976 حيث تم إبعاده من سورية على خلفية موقفه الرافض للوصاية السورية على لبنان.
بعد إبعاده من سورية ذهب إلى العاصمة العراقية بغداد لمواصلة دراسته الجامعيَّة لكن تم رفضه من قبل السلطات العراقية بسبب الخلافات التي كانت سائدة في الحركة الطلابية البحرينية من جهة والحركة الطلابية العربية.
في نوفمبر 1976 عاد إلى البحرين لزيارة أهله قبل الالتحاق بالجامعات الهندية ولكن اعتقلته السلطات لمدة 3 أعوام بتهمة التحريض على اغتيال الشيخ الشيعي المعارض عبد الله المدني وذلك ضمن الحملة التي قام بها جهاز أمن الدولة بقيادة البريطاني إيان هندرسون على أفراد الأحزاب اليسارية في البحرين. خلال فترة سجنه تعرض للتعذيب وكاد أن يموت. وكان تزامل في فترة اعتقاله كل من محمد غلوم بوجيري وسعيد العويناتي اللذان توفيا نتيجة التعذيب. وفي العام 1980 تمَّ إطلاق سراحه.
توجَّه بعد ذلك إلى سورية لإكمال دراسته وفي العام 1981 تولى رئاسة الهيئة التنفيذية ورئاسة الاتحاد الوطني لطلبة البحرين.
في العام 1985 تخرج من جامعة دمشق - كلية الاقتصاد وتفرغ لقيادة اتحاد الطلبة لبعض الوقت قبل أن يقرر العودة إلى البحرين وتمَّ اعتقاله لفترة من قبل السلطات السورية في مطار دمشق الدولي قبل أن يتمَّ إبعاده إلى البحرين.
بعد عودته إلى البحرين تعرض للاعتقال مجدداً لعدة أشهر.
عمل بعدها في جمعية مدينة عيسى التعاونية وتقلد فيها عدة مناصب وصولاً إلى منصب المدير العام.
في تسعينات القرن العشرين ومع الأحداث التي شهدتها البحرين آنذاك تم فصله مع حل مجلس إدارة جمعية مدينة عيسى التعاونية بقرار من وزارة العمل.
عمل بعدها في مجال العلاقات العامة والإعلام من خلال شركة «الدولية للعلاقات العامة» ثم انتقل إلى دولة الإمارات العربية المتحدة كمدير عام لجمعية الفجيرة التعاونية ومن ثم إلى إدارة جمعية أبوظبي لصيادي الأسماك تحت إدارة بلدية أبوظبي حتى مطلع العام 2000.

## المسيرة السياسية الحالية (1999-2019)
عاد بعدها إلى البحرين مع الانفراجة السياسية وساهم في تأسيس جمعية العمل الوطني الديمقراطي وترأس أول مجلس إدارة لفرع الجمعية بالمحرق.
قاد سيادي (الذي كان آنذاك يشغل منصب نائب الأمين العام للجمعية) تيار مقاطعة الانتخابات النيابية والبلدية 2010 لأنه كان متيقنا من أن جهات معينة لن تسمح بنجاح أي عنصر من عناصرها في الانتخابات ولذلك حاولوا إسقاط رموز الجمعية إعلاميا عن طريق إحدى الصحف المحلية التي كانت على مدى الشهور السابقة للانتخابات تهاجمهم بشكل ممنهج كل يوم تقريبا ولكن تيار الأمين العام إبراهيم شريف هو الذي استطاع انتزاع القرار بالمشاركة على الرغم من ادعائه لاحقا أنه تمت محاولات اسقاطهم بشتى السبل خلال فترة الانتخابات.
تم انتخابه عضواً في مجلس إدارة الجمعية وتولى منصب نائب الأمين العام ورئيساً لمكتب العلاقات السياسية للجمعية حتى العام 2010. في 22 نوفمبر 2016 تم اختياره بالتزكية ليكون الأمين العام الرابع للجمعية خلفا للأمين العام السابق المنتهية ولايته رضي الموسوي. قرر سيادي اتخاذ قرار مقاطعة جمعية وعد للانتخابات النيابية والبلدية لعام 2018 وهو القرار الذي تم اتخاذه في عام 2011 عند انعقاد الانتخابات التكميلية بسبب قمع السلطات المتظاهرين الذي كانوا يسعون إلى اسقاط نظام الحكم الملكي.
في عام 2012 شارك سيادي في وفد يضم الجمعيات السياسية الست المعارضة في حوار التوافق الوطني مع السلطة من أجل التوصل إلى حلول وسط للخروج من الأزمة السياسية التي ضربت البلاد منذ فبراير 2011. وفي نهاية جلسات الحوار لم يتم التوصل إلى نتائج ترضي سياسيو جمعية وعد.
تولى سيادي قيادة وعد في مرحلة حساسة حيث بسبب دور الجمعية في قيادة احتجاجات 2011 بالتحالف مع جمعية الوفاق الوطني الإسلامية وأربع جمعيات سياسية أخرى فقد تم الترصد لها من قبل نظام الحكم مما أدى إلى حل الجمعية وتصفية أموالها وأيلولتها لخزينة الدولة بقرار من محكمة التمييز (الطعن) في 21 يناير 2019 بحجة إطلاق وصف «شهداء الوطن» على جناة صدر في شأنهم حكم بات بالإعدام بعد استهدافهم لقوات الشرطة بعبوة متفجرة نجم عنها مقتل ثلاثة من رجال الشرطة وهو ما يشكل مخالفة لنص المادة (6) من قانون الجمعيات السياسية والتي توجب علي الجمعية المحافظة على استقلال وأمن المملكة وصون الوحدة الوطنية ونبذ العنف بجميع أشكاله وأن الجمعية أكدت وقوفها وتضامنها مع جمعية الوفاق الوطني الإسلامية وهي جمعية منحلة بموجب حكم قضائي أدانها بالطعن في شرعية دستور البحرين والانحراف في ممارسة نشاطها السياسي إلى حد التحريض على العنف وتشجيع المسيرات والاعتصامات الجماهيرية بما قد يؤدى إلى إحداث فتنة طائفية في البلاد وهو ما يعد أيضا مخالفة من قبل الجمعية لنص المادة (4) فقرة (7) والتي تحظر عليها الارتباط أو التعاون مع أية قوى سياسية تقوم على معاداة أو مناهضة المبادئ أو القواعد أو الأحكام المنصوص عليها في الدستور أو الثوابت الوطنية التي يقوم عليها نظام الحكم في مملكة البحرين فضلا عن تضامن الجمعية المذكورة مع جمعيات أخرى «رفضها لدستور 2002 واعتباره ساقطا وأنه دستور غير شرعي..» وهو ما لم تنكره أو تدحضه الجمعية مما يشير إلى انحرافها في ممارسة نشاطها السياسي بتصريحات وبيانات صادرة عنها من شأنها الإضرار بالمصالح العامة للدولة وزعزعة أمن واستقرار المجتمع فضلا عن عدم اعترافها بدستور المملكة ورفضها إياه بعبارات تحمل معنى الإهانة والتجريح بما يعد تطاولا على مؤسسات الدولة المنوط بها وضع وإعداد الدستور.

## الحياة الشخصية
متزوج ولديه محمد.